# Colpa (diritto)

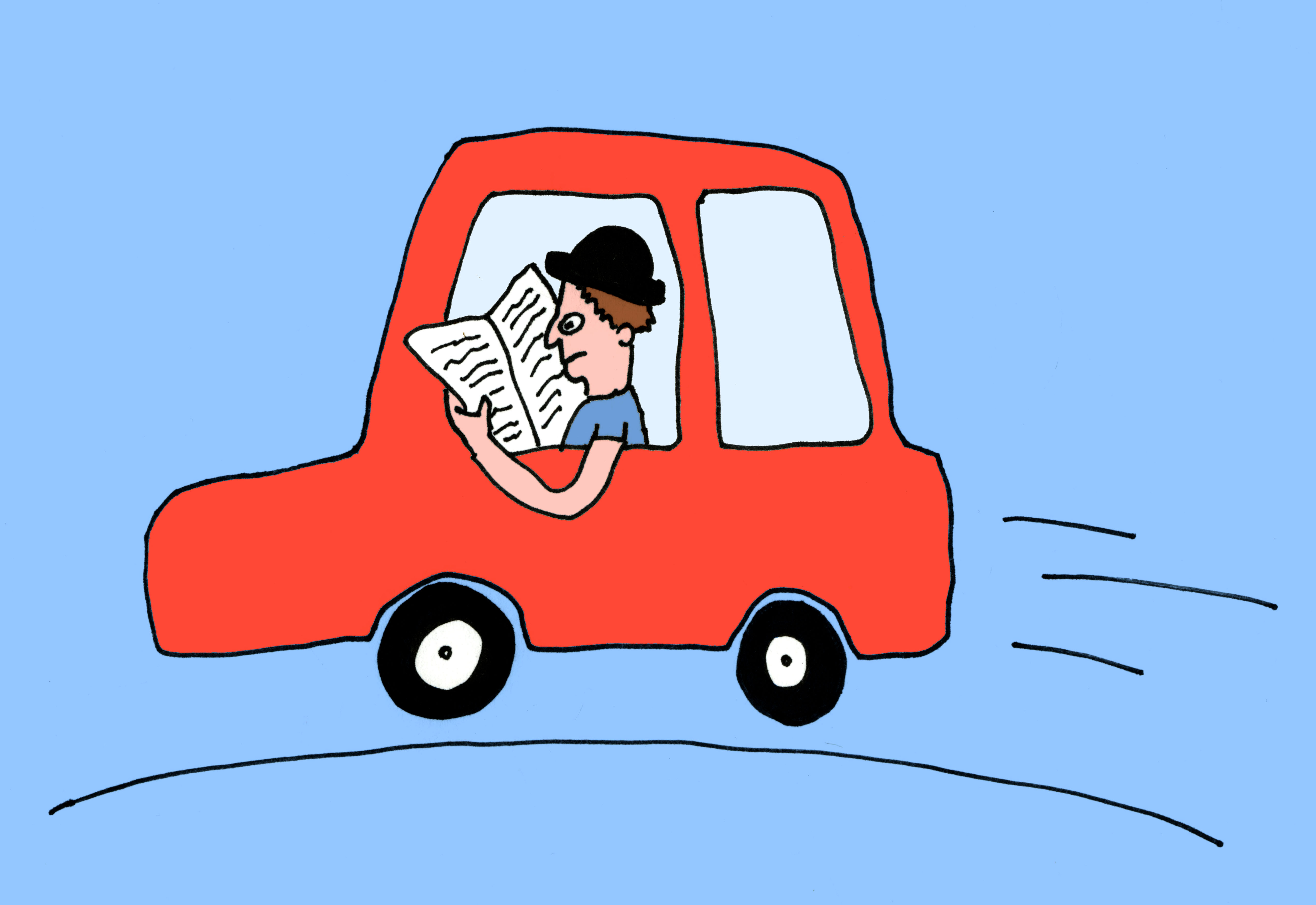
Il guidatore di un veicolo mentre legge un giornale alla guida, un esempio di comportamento colpevole

La colpa è il titolo di imputazione in base al quale un fatto è ascritto alla responsabilità di un soggetto giuridico in ragione della negligenza, dell'imprudenza o dell'imperizia del soggetto stesso, o a causa dell'inosservanza di specifiche regole cautelari espressamente codificate.

## Nel diritto penale

### Definizione
Il Codice Rocco all'articolo 42 comma secondo recita: "Nessuno può essere punito per un fatto preveduto dalla legge come delitto, se non l'ha commesso con dolo, salvi i casi di delitto preterintenzionale o colposo espressamente preveduti dalla legge". Successivamente, il secondo capoverso dell'articolo 43 definisce che il reato "è colposo, o contro l'intenzione, quando l'evento, anche se preveduto, non è voluto dall'agente e si verifica a causa di negligenza o imprudenza o imperizia, ovvero per l'inosservanza di leggi, regolamenti, ordini o discipline."
Taluni sostengono che la definizione indicata adesso non coglie totalmente l'essenza della colpa, avendo essa un significato oggettivo (violazione di regole di condotta), ma anche un significato soggettivo (esigibile evitabilità dell'inosservanza delle regole di condotta).
Sulla base di quanto indicato fino a questo punto possiamo individuare tre requisiti necessari per la colpa:
1. la mancanza della volontà del fatto materiale tipico;
2. la violazione della regola di condotta;
3. l'esigibilità della condotta alla stregua dei parametri dell'agente modello.

Il secondo dei requisiti individuati viene di volta in volta sussunto nell'ambito della cosiddetta colpevolezza colposa ovvero del fatto tipico colposo, da taluni ritenuto strutturalmente diverso rispetto a quello doloso.
In tal senso è quindi opportuno distinguere fra attività il cui pericolo è giuridicamente autorizzato (es. attività medico chirurgica) e attività il cui pericolo non è autorizzato.
In relazione alle prime può parlarsi di una sussunzione dell'elemento della colpa sotto il fatto oggettivo tipico (ove si ritrovano le regole di condotta), mentre in relazione alle seconde non può che parlarsi di volontà colpevole. Il criterio della colpa trova corrispondenza nel diritto francese: L'articolo 221-6 c.p. francese prevede che "cagionare, alle condizioni e secondo le distinzioni previste dall'articolo L. 121-3, per goffaggine, imprudenza, disattenzione, negligenza o violazione di un obbligo di sicurezza o prudenza imposto dalla legge o da un regolamento, la morte di un altro costituisce omicidio involontario". Quando il nesso causale tra condotta ed evento è diretto, "la colpa richiesta è semplice. In questa ipotesi la colpa riguarda il comportamento imprudente da parte dell'agente. La goffaggine designa quindi la mancanza di abilità mentre l'imprudenza riflette una mancanza di cautela che porta a correre rischi pericolosi per gli altri. Negligenza e disattenzione si manifestano in particolare con un'omissione come la mancata adozione delle misure necessarie per prevenire il verificarsi di un rischio. La seconda ipotesi di colpa comporta l'inosservanza di un obbligo di prudenza o di sicurezza imposto da una legge o da un regolamento. La fonte contenente l'obbligo deve necessariamente essere legale o regolamentare e contenere un obbligo di sicurezza o prudenza (Codice del lavoro o Codice della strada). Quando il nesso causale è indiretto, la colpa deve essere qualificata: l'articolo 121-3 cpv. 4 del Codice Penale contempla due ipotesi: colpa dolosa e colpa grave. La prima presuppone la violazione manifestamente deliberata di un particolare obbligo di prudenza o di sicurezza previsto da una legge o da un regolamento, mentre la seconda implica che l'agente abbia commesso una colpa grave, che si realizza con grave imprudenza esponendo altri ad un rischio particolarmente grave che non poteva ignorarlo. Va infine aggiunto che la colpa di imprudenza viene valutata in abstracto, vale a dire in relazione ad un individuo normalmente prudente posto in circostanze analoghe." Così come pure nel diritto spagnolo: Il Codice penale del 1995  "seguendo il precedente costituito dal Progetto del 1980 e da quelli successivi (Progetto di proposta del 1983 e Progetto del 1992), nonché i modelli di diritto comparato (codici penali tedesco, austriaco, italiano e portoghese), offre un catalogo chiuso di delitto colposo e dispensa dalla generica regolamentazione dell’imprudenza finora punita vigore. In questo modo l'art. 12 prevede che “gli atti o le omissioni imprudenti saranno puniti solo quando espressamente previsto dalla legge”. Anche se questo sistema del "numerus clausus" dei crimini sconsiderati esistesse, la verità è che il nostro Codice Penale non determina con precisione i comportamenti tipici. Per di più si parla solo di qualcuno che "per imprudenza" provoca un certo risultato, il che vorrà dire che spetterà al giudice o al professionista legale determinare il contenuto dell'imprudenza, che, come già affermato, è determinato dall'azione pericolosa iniziale, dall'infrazione dell'obbligo di diligenza oggettivo, dal risultato e dal rapporto di causalità e imputazione oggettiva (nel caso dei reati di risultato). L'incriminazione di dolo nella Parte Generale del Codice, nel Titolo Preliminare e nel Libro I, oltre al citato art. 12, si trova negli articoli: 5 c.p. “non esiste pena senza dolo o negligenza”, art. 10 “Costituiscono reati gli atti o le omissioni dolosi o colposi puniti dalla legge”, art. 14.1 "un errore invincibile riguardo a un fatto costituente reato esclude la responsabilità penale. Se l'errore, tenuto conto delle circostanze del fatto e delle circostanze personali dell'autore, è invincibile, l'infrazione sarà punita, se del caso, come avventata ", art. 66.2 stabilisce che: "nei reati minori o colposi i giudici o i tribunali possono applicare sanzioni a loro discrezione, senza sottostare alle norme prescritte nell'articolo precedente" e l'art. 127.2» Nei casi in cui la legge prevede l'irrogazione di una pena detentiva superiore ad un anno per la commissione di un delitto colposo, il giudice o il tribunale può consentire la perdita degli effetti che ne derivano e dei beni, ovvero o degli strumenti con i quali esso è stato preparato o eseguito, nonché i proventi del reato, qualunque siano le trasformazioni che hanno subito." E ancora nei sistemi di common law: nel diritto penale la colpa (o negligenza) è un  tipo di "mens rea che è definito dal comportamento di D che scende al di sotto di ciò che una persona ragionevole nella posizione di D avrebbe ritenuto ragionevole fare (o non fare), e che causa di conseguenza un actus reus. La negligenza riguarda ciò a cui D non pensa piuttosto che ciò a cui D pensa. In altre parole, la negligenza riguarda uno standard oggettivo di comportamento, al di sotto del quale D cade ed è ritenuto responsabile di un reato penale di conseguenza. In precedenza non era utilizzata come mens rea per i crimini, fatta eccezione per particolari categorie di reati, come alcuni reati di guida e omicidio colposo per grave negligenza. Ma in tempi recenti, come sottolinea Clarkson (2005: 74), la negligenza è stata usata come mens rea per una gamma sempre più ampia di crimini, in particolare reati che sono diventati obbligatori, come lo stupro ai sensi del Sexual Offences Act 2003, e nuovi reati obbligatori, come le molestie ai sensi del Protection from Harassment Act 1997. La negligenza gioca anche un ruolo nel diritto penale in relazione ai reati di responsabilità oggettiva: Molti reati di responsabilità oggettiva previsti dalla legge forniscono una difesa in cui D ha esercitato la "dovuta diligenza". In altre parole, se D può provare di non essere stato negligente, verrà assolto." E proseguendo, 
analoghe connotazioni si hanno nel diritto olandese: Il principio cardine che ha ispirato il legislatore olandese "nell'elaborazione del Codice penale nel 1886 è punire in quanto autore di un'infrazione grave colui che coscientemente ha commesso un fatto punibile. Eccezione a tale regola è la punibilità prevista per chi per sua negligenza, imprudenza, per omissione o mancanza di precauzioni attenti ad uno degli interessi protetti dalla legge penale. Serve, allora, che ci sia un'«imprudenza considerevole imputabile», «colpa grave» (culpa lata), e non «colpa lieve» (culpa levis). «Sono considerati come elementi essenziali della colpa la mancanza di ponderazione, di conoscenza o della circospezione necessarie». L'allora Ministro della Giustizia ha, in tal senso, operato una distinzione tra la colpa cosciente e la colpa incosciente. Nell'ipotesi cosciente, i rischi sono noti, ma la persona pensa che non si realizzeranno. Nell'ipotesi incosciente, per converso, la persona non riflette. Per la colpa lieve, la riflessione, la conoscenza e la circospezione dell'individuo il più prudente pos- sibile rappresentano il criterio base".  Infine, la figura della colpa giunge debitamente tratteggiata anche dal diritto elvetico: La colpa non è punita se non nei casi in cui sia previsto dalla legge: salvo disposizione espressamente contraria della legge. Pertanto, non tutti i beni giuridici sono protetti dalle aggressioni commesse con colpa. L'art. 18 CP prevede e descrive, in termini di «imprudenza colpevole», due forme di colpa: «senza rendersi conto o senza tener conto delle conseguenze della propria azione». Su questa base, la dottrina svizzera opera una distinzione fra, rispettivamente, la colpa incosciente e quella cosciente (si parla anche di colpa senza o con rappresentazione). La colpa senza rappresentazione esiste quando l'autore, al momento di realizzare la condotta pericolosa vietata, non si rende conto che è sul punto di commettere quanto previsto dalla norma. In caso di colpa con rappresentazione, l'agente si rende conto della possibilità di provocare un risultato pregiudizievole attraverso la propria condotta pericolosa ma la sottovaluta e crede di poterne evitare il verificarsi. Immagina, dunque, il realizzarsi effettivo del risultato che può prodursi, ma senza per ciò adottare le misure necessarie a evitarne la realizzazione. Il limite generale della responsabilità penale è, dunque, la prevedibilità del risultato, perché nessuno può essere punito per gli effetti pregiudizievoli dovuti al solo caso."

### Cause
Le cause possono essere di varia natura:
- colpa generica:
  - negligenza (omesso compimento di un'azione doverosa - mancanza di impegno, di attenzione, d'interessamento nel compimento dei propri doveri, nell'espletamento delle mansioni affidate),
  - imprudenza (Mancanza di prudenza; atteggiamento di chi, per sventatezza, per eccessiva audacia, per trasgressione delle norme dettate dalla ragione o dall'esperienza, agisce in modo da mettere in pericolo sé stesso o altri o comunque non valuta sufficientemente le possibili conseguenze dannose dei propri atti),
  - imperizia (Mancanza di abilità e di esperienza, soprattutto nelle cose che riguardano la propria professione).
- colpa specifica:
  - inosservanza di:
    - leggi (atti del potere legislativo),
    - regolamenti (atti del potere esecutivo),
    - ordini (atti di altre pubbliche autorità),
    - discipline (atti emanati da privati che esercitano attività rischiose).

### Struttura
La colpa è una tecnica di imputazione soggettiva del reato: si può considerare quindi, un elemento della colpevolezza. La sua struttura è anzitutto definita in maniera  "negativa": l'evento criminoso non deve essere voluto dall'agente, altrimenti si cade nell'ipotesi del dolo. È comunque possibile che l'evento sia preveduto dall'agente, purché alla sua prospettazione non segua la volizione.
Questo caso viene denominato come "colpa cosciente" ed integra altresì  l'aggravante preveduta all'art. 61 nº 3) del Codice Penale,  vale a dire l'avere agito (allorché si verta in delitti colposi) nonostante la previsione dell'evento.
È discusso se per volizione dell'evento si possa intendere il prospettarsi l'accadimento dello stesso. Si propende però per la soluzione negativa, essendo la prospettazione dell'evento inidonea a integrare il concetto di coscienza e volontà che il dolo sottende.
Perché il reato sia doloso, infatti, è necessaria la integrale coscienza e volontà di tutti gli elementi positivi e negativi del fatto stesso. La convinzione erronea dell'esistenza di una scriminante (elemento negativo del fatto), ad esempio, rende inconcepibile la sussistenza del dolo. La prospettazione dell'evento, senza nemmeno l'accettazione del rischio del verificarsi dello stesso, si configura quindi come colpa cosciente, apparendo legittima la distinzione tra questa e la ordinaria colpa incosciente. Impostato in tal modo il contenuto della colpa, invece, non ha ragion d'essere la distinzione dottrinaria tra colpa propria ed impropria.
Secondariamente la colpa presenta un elemento "positivo": la condotta negligente, imprudente ovvero connotata da imperizia. La diligenza rilevante è costruita per relazione con alcune particolari fonti: da un lato la negligenza in senso stretto, l'imprudenza e l'imperizia, dall'altro l'inosservanza di leggi, regolamenti, ordini o discipline.
La funzione delle regole è quella di risolvere ex ante situazioni di potenziale conflitto di interesse fra beni tutelati. Quanto alle fonti occorre distinguere fra regole non scritte e regole scritte, che danno luogo a diversi tipi di colpa (cosiddetta generica ovvero specifica). Tali regole devono avere un carattere necessariamente obiettivo, e vanno reperite sulla base del rischio dell'evento (sotto il profilo formale del reperimento della regola) e secondo la migliore scienza e esperienza (sotto il profilo della qualità sostanziale espressa dalla regola). Siffatta ultima regola potrebbe apparire prima facie troppo rigida. In realtà il reperimento della regola di condotta non implica anche la coerente condotta doverosa. L'adeguamento soggettivo si otterrà attraverso il criterio della esigibilità di un dato comportamento. Il criterio della miglior scienza ed esperienza è applicabile invece agli operatori in attività sperimentali, per le quali non è dato di reperire la lex artis di riferimento.
La colpa, quale atteggiamento soggettivo, pervade la condotta, che generalmente è involontaria. Nel caso la condotta sia voluta, il problema si sposta sul piano dell'evento contemplato dal fatto tipico. Se è voluto anche l'evento, può parlarsi di dolo, ove non sussista una volontà su elementi negativi della fattispecie:
- se l'evento non è voluto, invece, si ricadrà nell'ipotesi di reato colposo.
- se l'evento non è previsto dal fatto tipico, (reati di pura condotta), perché sussista la colpa, la condotta deve essere impedibile. Se non è impedibile la condotta, il reato (di pura condotta) non sussiste.

Nel caso la coscienza dell'intenzionalità della condotta o dell'evento siano viziate da un errore sul fatto, come già detto, non potrà contestarsi il dolo, sibbene la colpa. Recentemente, allo scopo di limitare i casi di responsabilità oggettiva, si è fatto rientrare nella colpa anche la semplice "prevedibilità" dell'evento.
All'agente può essere rimproverato il fatto di aver cagionato un evento che, con più attenzione, avrebbe potuto prevedere e poi evitare.
In sintesi la struttura della colpa si compone di:
1. Azione cosciente e volontaria.
2. Evento dannoso o pericoloso prevedibile.
3. Evento evitabile dall'agente tramite una condotta differente.

### Tipologia

#### Colpa propria ed impropria
La colpa si dice propria nella maggior parte dei casi, nei quali è riscontrabile la maggiore caratteristica della colpa in sé, la non volontà dell'evento. Viceversa si dice impropria, quando non è caratterizzata dal predetto elemento, e quindi l'evento appariva voluto dall'agente ma, ciò nonostante, è trattato a titolo di colpa perché non voluto il fatto materiale tipico.
Esemplificazioni sono:
- Eccesso colposo nelle cause giustificatrici: lo stesso articolo 55 del c.p. sancisce che l'esercizio sproporzionato di un diritto o di un adempimento, così come in una situazione di legittima difesa o di stato di necessità, comporta non il dolo ma la colpa dell'agente.[9]
- Erronea supposizione della presenza di una causa giustificatrice: si verifica quando l'agente ritiene erroneamente che, al verificarsi di un fatto, ricorrano i presupposti di una causa giustificatrice.
- Errore di fatto determinato da colpa (ipotesi discussa in dottrina).

#### Colpa specifica
La colpa specifica è quella forma di volontà colpevole che viene posta in essere, quando l'agente pone in essere un reato a causa dell'inosservanza di leggi, regolamenti, ordini o discipline.

#### Colpa cosciente e incosciente
La distinzione più rilevante che s'è andata affermando nell'ambito del genus della colpa è fra cosciente ed incosciente: la prima ricorre quando l'agente ha previsto l'evento senza però averlo voluto, la seconda senza previsione alcuna. Mentre l'ultima rappresenta il caso più diffuso, la prima è molto più rara ed è stata esaminata dalla dottrina solo in tempi recenti. È molto simile al dolo eventuale, ma si differenzia da quest'ultimo perché manca l'accettazione da parte dell'agente dell'evento possibile, e c'è anzi la convinzione che con la condotta antigiuridica o pericolosa posta in essere non accada nulla. La colpa cosciente costituisce un'aggravante della pena.

#### Colpa "eventuale"
In un recente studio sulla colpa penale (Gabriele Civello, "La «colpa eventuale» nella società del rischio. Epistemologia dell'incertezza e «verità soggettiva» della colpa", Torino, 2013) è stata individuata per la prima volta dall'Autore - in chiave critica - una nuova emergente forma di colpa, per l'appunto la "colpa eventuale", in cui l'oggetto del giudizio di prevedibilità ed evitabilità non è più l'evento concreto, bensì il rischio di un evento, che al contempo non può né prevedersi né escludersi da parte del soggetto agente. Un emblematico caso giudiziario, nel quale è emersa la nuova categoria della "colpa eventuale", è costituito dalla sentenza di primo grado sul terremoto dell'Aquila, emessa il 22 ottobre 2012 (recentemente, peraltro, con sentenza depositata il 6 febbraio 2015, la Corte d'Appello dell'Aquila ha ampiamente riformato la sentenza di prime cure, adottando alcune tesi giuridiche prefigurate nella predetta monografia). Come ampiamente dimostrato da Gabriele Civello nel citato studio monografico, la figura concettuale della "colpa eventuale" risulta contraria allo stesso dettato normativo, oltre che ai principi tradizionali in tema di colpa penale, facendo erroneamente slittare il nucleo di tipicità del reato dall'evento (cfr. art. 43 c.p.) al "rischio di evento", nozione estranea al Tatbestand colposo.

#### Colpa generica e colpa specifica
In virtù della fonte vantata dalla regola di condotta, distinguiamo: colpa generica la quale si verifica quando l'inosservanza abbia avuto ad oggetto regole di condotta sociali, che cioè trovano la propria fonte nell'esperienza sociale. Negligenza, imprudenza e imperizia danno luogo a tale forma di colpa.
La colpa specifica si ha quando la regola di condotta inosservata sia scritta ovvero presenti una fonte giuridica o d'altra natura. In tale quadro si inserisce la c.d. colpa medica che, recentissimamente, ha visto più volte modificata la disciplina normativa sino ad arrivare alla c.d. Legge Gelli-Bianco; legge, a sua volta, oggetto di interpretazione da parte delle Sezioni Unite Penali della Corte di Cassazione, in data 21 dicembre 2017, che ne hanno definito e circoscritto i confini in maniera quasi "chirurgica".
L'eccesso colposo si verifica quando pur esistendo i requisiti minimi di una causa di giustificazione, l'agente per colpa (ovvero involontariamente) ne travalica i limiti. Ad es: chi aggredito uccide pur essendo sufficiente percuotere per difendersi.
Il reato commesso in situazione di eccesso è punito come colposo se lo stesso fatto sia previsto dalla legge come imputabile a titolo di colpa. Va precisato che l'eccesso può essere determinato sia da un errore sulla rappresentazione della realtà (tizio viene aggredito con un frustino, lo scambia pur un fucile e reagisce con un'arma); che da un errore esecutivo (Tizio non dosando la propria forza uccide pur volendo semplicemente percuotere). L'importante è che la volontà del soggetto sia diretta alla realizzazione del fine ritenuto giustificato. Quando invece i limiti della scriminante sono volontariamente travalicati, si ricadrà nell'ipotesi differente di "eccesso doloso".

## Nel diritto civile
Nel diritto privato "la colpa che qualifica il fatto illecito è l'inosservanza della diligenza dovuta nella vita di relazione. La colpa indica l'inosservanza della diligenza dovuta secondo adeguati parametri sociali o professionali di condotta. Sebbene la colpa sia indicata tradizionalmente come elemento psicologico dell'illecito, occorre tener presente che essa ha ormai assunto un significato obiettivo, quale obiettiva non conformità al modello di condotta diligente. Si tratta quindi di una nozione obiettiva che prescinde dalla cattiva volontà del soggetto e dalla sua attitudine ad emettere lo sforzo diligente dovuto. (Es. Il soggetto che tiene un comportamento non conforme ai canoni obiettivi della diligenza è in colpa anche se abbia fatto del suo meglio per evitare il danno, senza riuscirci a causa della sua inettitudine personale (imperizia, mancanza del normale grado di diligenza, ecc.) od economica). Intesa nel suo significato obiettivo la colpa conserva un ruolo centrale nella teoria dell'illecito. La figura generale dell'illecito è infatti pur sempre identificata nel fatto «colposo», cioè in un fatto valutato negativamente alla stregua dei parametri obiettivi della diligenza. Le ipotesi di responsabilita senza colpa – cioè di responsabilità oggettiva – sono invece circoscritte nell'ambito di specifiche previsioni normative. La rilevanza della colpa ha ragione nell'esigenza di delimitare il dovere di rispetto altrui entro i  limiti di normalità e ragionevolezza, e nella idoneità della diligenza ad offrire modelli di condotta improntati a tali limiti. Analogamente alla colpa contrattuale, anche la colpa extracontrattuale si specifica negli aspetti della incuria, imprudenza, imperizia e illegalità.  L'incuria, o negligenza in senso stretto, consiste nel difetto dell'attenzione  volta alla salvaguardia altrui. L'incuria si manifesta nella carenza di quell'attenzione che occorre normalmente nella vita di relazione o che è specificamente richiesta dall'ufficio del soggetto o dal tipo della sua attività. (Es. L'autista si fa sorprendere da un colpo di sonno e la vettura va fuori strada; la madre disattenta lascia cadere il neonato dalla culla, ecc). L'imprudenza consiste nel difetto delle misure di cautela idonee a prevenire il danno. Anche con riguardo all'imprudenza si distingue tra l'inosservanza delle comuni norme di cautela;
(Es: Accendere un fiammifero in prossimità di materie infiammabili); e l'inosservanza di cautele specifiche, adeguate ad una particolare situazione o attività (Es. Non adottare le misure di sicurezza atte a scongiurare che lo sbandamento di una vettura in gara ferisca gli spettatori). L'imperizia è l'inosservanza delle regole tecniche proprie di una determi nata attività. L'inosservanza delle regole tecniche può dipendere dalla carenza della preparazione del soggetto o dalla carenza dei mezzi tecnici impiegati. La illegalità quale momento della colpa consiste nella inosservanza delle norme giuridiche che prevedono specifiche misure idonee ad evitare o diminuire il pericolo di danni ingiusti.
(Es. I limite legale di velocità è una misura di salvaguardia della incolumità degli utenti della strada. Pertanto, la circostanza che l'autore di un investimento stradale andasse a velocità superiore al limite legale è rilevante per la qualificazione del fatto come colposo)".
La colpa ha una valenza nella responsabilità aquiliana, dunque, ma pure in quella negoziale: "In ordine al concetto di colpa, si rinviene nelle fonti romane una triplice distinzione: culpa lata, culpa levis, culpa levissima, quest'ultima operativa in materia extracontrattuale e non in materia contrattuale...Qui sorge l'antitesi che tutt'ora agita la materia, se il concetto di colpa non debba essere inteso in senso unitario, ossia in base alla definizione evincibile dall'art. 1176 c.c., l'unica codificata nel diritto civile. Si è replicato che, se nei rapporti contrattuali la colpa deve valutarsi alla stregua della diligenza del buon padre di famiglia, ed in alcuni casi, alla stregua della diligenza che il contraente abbia voluto delle sue cose, ove non sussista una relazione contrattuale, per cui il danneggiato non possa neppure rimproverarsi di aver scelto come obbligato una persona non diligentissima, principi di ragione impongono una più severa valutazione. In virtú di quest'opinione la responsabilità extracontrattuale può configurarsi solo che un minimo di colpa ricorra, qualora cioè un fatto causativo di danno ingiusto sia stato generato da una condotta non attribuibile a caso fortuito o a forza maggiore. Anzi il caso fortuito e la forza maggiore, per considerarsi tali e discriminanti della colpa, devono essere estranei all'attività del soggetto colpevole, e non dipendere da lui. A conforto di tale esegesi si è osservato che l'art. 2043 c.c., diversamente dall'art. 1176 c.c., non contiene alcuna specificazione sul grado della colpa, e l'ordinamento conosce molti casi di colpa presunta, affievolita, o addirittura di responsabilità oggettiva. Inoltre, non vi è alcuna disposizione normativa che legittimi un richiamo al parametro della diligenza previsto in materia contrattuale. Tra il modello penalistico e quello della colpa contrattuale la giurisprudenza ha assunto un atteggiamento intermedio. Da un lato, vi è infatti una maggiore propensione all'oggettivizzazione della colpa, dall'altro un accertamento più rigoroso, che talvolta porta a riconoscere la responsabilità civile per fatti in relazione ai quali vi è assoluzione in sede penale. Quest'ultimo fenomeno risente di quella che è stata definita come una contaminazione tra i concetti di culpa e iniuria, sulla scorta dello stretto legame che intercorre tra ingiustizia del danno ed elemento soggettivo, figlio di una eterogenesi dei fini nell'interpretazione dell'art. 2043 c.c., in virtù della quale da un lato si è conservata la centralità che l'elemento soggettivo aveva nella concezione maturata sotto il vigore del codice abrogato, dall'altro si è valorizzato l'elemento dell'ingiustizia, introdotto dal nuovo codice. Si è osservato che il danno non può non essere considerato ingiusto laddove esso sia causato da una condotta dolosa o fraudolenta, anche laddove formalmente autorizzata dall'ordinamento, ma sostanzialmente lesiva della sfera giuridica altrui, poiché l'emersione del proposito di nuocere o ledere finisce con il rendere il comportamento in sé antigiuridico, prescindendosi dalla natura giuridica e dalla rilevanza dell'interesse leso. Viceversa, nell'ipotesi di condotta incolpevole o meramente colposa, la minor intensità dell'elemento soggettivo rende meno palese l'antigiuridicità, che dovrà essere vagliata attentamente attraverso tenendo conto delle istanze sia del danneggiato che del danneggiante. In epoca più recente la giurisprudenza si è assestata su una posizione più vicina al modello penalistico, in ragione dell'evoluzione che quest'ultimo ha avuto, aderendo alla concezione normativa della colpa, che ben si adatta alle funzioni della responsabilità civile ed alle fattispecie di colpa presunta."

### Testi normativi di riferimento
- Codice penale
- Codice civile